# Beilschmiedia membranifolia
Beilschmiedia membranifolia är en lagerväxtart som beskrevs av André Joseph Guillaume Henri Kostermans. Beilschmiedia membranifolia ingår i släktet Beilschmiedia och familjen lagerväxter. Inga underarter finns listade i Catalogue of Life.